# Merobruchus paquetae
Merobruchus paquetae là một loài bọ cánh cứng trong họ Bruchidae. Loài này được Kingaolver miêu tả khoa học năm 1980.